# Războiul din Kosovo
Termenul de Războiul din Kosovo (sau Conflictul din Kosovo) este folosit pentru a descrie două conflicte militare paralele din Kosovo:
- 1996[1]–1999: Conflict între forțele sârbe și iugoslave, și Armata de Eliberare din Kosovo, o grupare paramilitară de gherilă a etnicilor albanezi, susținută de NATO.

- 1999: Războiul dintre Republica Federală Iugoslavia și NATO, în perioada 24 martie - 10 iunie 1999[12] cu scopul de atac asupra civililor[necesită citare] și armatei Iugoslaviei, rebelii albanezi continuând războiul cu forțele iugoslave, printre care o deplasare masivă a populației în Kosovo.

## Kosovo dinaintea intervenției NATO

### Kosovo în timpul Iugoslaviei lui Tito (1945–1986)
Conflictele dintre cele două comunități erau pe punctul de a izbucni din secolul XX, iar ocazional s-au produs violențe grave, în special în Primul război balcanic, Primul război mondial, și în Al Doilea Război Mondial. Guvernul socialist al lui Josip Broz Tito a reprimat sistematic manifestările naționaliste din Iugoslavia, căutând să asigure că nicio republică din cadrul federației nu obținea dominație asupra altora. 
În particular, puterea Serbiei - cea mai mare și mai populată republică - a fost atenuată prin stabilirea unor guverne autonome în provincia Voivodina în nord și în Kosovo, în sud. Frontierele provinciei  Kosovo nu se potriveau tocmai corespunzător cu zonele din localitățile populate de albanezii din Iugoslavia (un număr de albanezi au fost lăsați în Republica Iugoslavă a Macedoniei, Muntenegrului, și Serbiei, pe când în nordul provinciei, populația predominantă era formată din sârbi).Cu toate acestea, majoritatea locuitorilor de la recensământul din 1921 a fost albaneză. 
Fosta autonomie a provinciei Kosovo stabilită în constituția Iugoslaviei, nu a fost pusă în practică. Poliția secretă a lui Tito a lovit cu asprime naționaliștii. 
În 1956, un număr de albanezi au fost puși sub acuzare în Kosovo de spionaj si sabotaj. 
Amenințarea de separatism a 
fost, de fapt, minimă, numai câteva grupuri disparate doreau unirea cu Albania, însă politic ele erau nesemnificative. Impactul pe termen lung a fost substanțial, astfel că unul din ele - Mișcarea de Revoluție pentru Unificarea cu Albania fondată de Adem Demaci - avea să formeze miezul politic al Armatei de Eliberare din Kosovo. Demaci însuși a fost închis în 1964, împreună cu mulți dintre adepții săi. 
Iugoslavia a suferit o perioadă de criză economică și politică în 1969, din pricina unui masiv program guvernamental de reformă economică ce a majorat indirect diferența dintre bogații din nord și săracii din sudul țării. Demonstrațiile și revoltele studențești de la Belgrad, în iunie 1968 s-au răspândit și în Kosovo în luna noiembrie a aceluiași an, dar au fost înăbușite forțele de securitate. Cu toate acestea câteva dintre cerințele studenților - în special pentru adevăratele puterile reprezentative pentru albanezi pe ambele organe de stat sârbe și iugoslave precum și o mai bună recunoaștere a limbii albaneze - au fost recunoscute de către Tito. Universitatea de la Priștina a fost stabilită ca o instituție independentă în 1970, încheindu-se astfel o perioadă lungă în care instituția a fost condusă ca un avanpost al Universității de la Belgrad. 
Albanizarea treptată a educației în Kosovo a fost împiedicată de lipsa de materiale educaționale în limba albaneză în Iugoslavia, ducând la un acord cu Albania pentru furnizarea de manuale. 
În 1974, statutul politic al provinciei Kosovo a fost îmbunătățit și mai mult, atunci când o nouă constituție iugoslavă a acordat o extindere pentru drepturile politice ale nemulțumiților albanezi. 
Odată cu Voivodina, a fost declarată provincie, și a câștigat multe puteri de republică: un loc pentru președinția federală și pentru propriile forțe de poliție și Banca Națională. Puterea era încă exercitată de către Partidul Comunist, dar revenea în principal etnicilor albanezi comuniști. 
Moartea lui Tito pe 4 mai 1980 a dus la o lungă perioadă de instabilitate politică, înrăutățind tot mai mult de criza economică și neliniștile naționaliste. Primul focar major a avut loc în orașul principal din Kosovo, Priștina, în martie 1981, atunci când studenții albanezi s-au revoltat la cozile listelor de cantine ale Universității. Acest eveniment banal s-a răspândit pe întregul teritoriu al Kosovo, luând caracterul unei revolte naționaliste cu demonstrații popular masive, în multe orașe. Protestatarii au cerut ca Kosovo să devină cea de-a șaptea Republică a Iugoslaviei. 
Cu toate acestea, acest lucru a fost inacceptabil politic pentru Serbia și Republica Macedonia. Unii sârbi (și unii naționaliști albanezi, de asemenea) au văzut cererile ca fiind un preludiu la o "Albanie Mare", ce putea cuprinde părți din Muntenegru, Republica Macedonia și însuși Kosovo. 
Pentru a înăbuși revoltele, președinția comunistă a trimis trupe ale poliției și ale armatei, declarând stare de urgență, cu toate că nu a abrogat autonomia provinciei cum au cerut unii comuniști sârbi. Presa iugoslavă a raportat că 11 oameni au murit (deși unii susțin că numărul de morți ar fi de 1.000) și alți 4.200 au fost închiși. De asemenea Partidul Comunist din Kosovo a suferit și epurări, mai multe personalități cheie (inclusiv președintele său) fiind expulzați. 
Autoritățile au instituit măsuri de represiune aspre asupra tuturor etnicilor albanezi și sârbi. Kosovo a suferit o prezență extinsă a poliției secrete, în cea mai mare parte a anilor '80 aceasta reprimând fără milă orice manifestare naționalistă neautorizată ale albanezilor și ale sârbilor. Potrivit unui raport citat de Mark Thompson, mai mult de 58.0000 de locuitori din Kosovo, au fost arestați, interogați, internați sau amendați. Mii dintre aceștia și-au pierdut locurile de muncă sau au fost expulzați din unitățile de învățământ.
În acest timp, tensiuni între albanezi și sârbi au continuat să se intensifice. În 1969, Biserica Ortodoxă Sârbă a ordonat clerului să compileze datele despre problemele sârbilor din Kosovo, încercând să facă presiuni asupra guvernului de la Belgrad pentru a face mai mult pentru a proteja credincioșii sârbi. În februarie 1982, un grup de preoți din Serbia și-au întrebat episcopii "de ce Biserica sârbă nu ia măsuri" și de ce nu pornește o campanie împotriva "distrugerii, incendierii și sacrilegiului a sfintelor moaște din Kosovo". Astfel de preocupări au atras atenția Belgradului. Povestiri apărute din timp în timp, în mass-media de la Belgrad susțineau că sârbii și muntenegrenii sunt persecutați.
Percepția că sârbii sunt scoși din Kosovo deveni una veritabilă, în special în rândul naționaliștilor sârbi. 
Un alt factor de agravare a fost declinul economiei provinciei Kosovo, aceasta devenind o alegere proastă pentru sârbii care căutau de lucru. Albanezii și sârbii aveau tendința de a-și favoriza compatrioții atunci când veneau noi angajați, dar numărul de locuri de muncă a fost, în orice caz, prea mic. În acest scop, s-a argumentat că un număr mare de albanezi sunt de fapt țigani de credința islamică. Kosovo a devenit cea mai săracă parte din fosta Iugoslavie: în 1979, în medie, venitul pe cap de locuitor a fost de 795 dolari, comparativ cu media națională de 2635 dolari (și 5315 dolari în Slovenia).

### Kosovo și ascensiunea la putere al lui Slobodan Miloșevici (1986–1990)
În Kosovo, creșterea naționalismul albanez și separatismului a dus la creștere tensiunilor etnice între sârbi și albanezi. O atmosferă din ce în ce mai otrăvitoare a condus la zvonuri sălbatice iar incidente (de altfel banale) fiind cu mult exagerate.
A fost împotriva acestui fundal tensionat că Academia de Științe și Arte din Serbia (САНУ) a realizat o anchetă în conformitate cu sârbii care au părăsit Kosovo în 1985-1986. Raportul a concluzionat că o mare parte din cei care au plecat au fost sub presiune de albanezi, de a face acest lucru. Șaisprezece membri proeminenți ai membrilor academiei au începutul lucrul în iunie 1985 pe un document proiect ce a fost prezentat publicului în septembrie 1986. Memorandumul academiei, astfel cunoscut, a fost extrem de controversat. Este axat pe dificultățile politice cu sârbii din Iugoslavia indicând cotonogul de putere al lui Tito din Serbia și dificultățile cu care se confruntă sârbi în afara Serbiei.
Memorandumul a oferit o atenție specială, în Kosovo, susținând că sârbii din provincie au fost supuși la "genociduri fizice, politice, juridice și culturale" într-un "război total și deschis" care a fost în curs de desfășurare începând din primăvara anului 1981. Acesta a susținut că statutul provinciei Kosovo în 1986 a fost o înfrângere istorică mai gravă decât orice eveniment pentru sârbi de la obținerea independenței față de Imperiul Otoman în 1804 astfel a fost considerat mai rău decât catastrofe precum ocuparea nazistă, sau primul război mondial când Serbia a fost ocupată de Imperiul Austro-Ungar. Autorii Memorandumului au susținut că, 200.000 sârbi s-au mutat din provincie în urmă cu 20 de ani și au avertizat că în curând nici unul nu va mai rămâne "cu excepția cazului în care lucrurile se schimbă radical". Remediul în conformitate cu Memorandumul, a fost "securitate autentică și lipsită de ambiguitate de egalitate pentru toate persoanele care trăiesc în Kosovo și Metohia să fie stabilite" și "obiective și condiții pentru sârbi care au plecat să fie realizate". Acesta a concluzionat că "Serbia nu trebuie să fie pasivă și aștepte și să vadă ce vor spune alții, așa cum au făcut-o de multe ori în trecut."
Memorandumul a fost întâmpinat de multe reacții diferite. Albanezii au văzut asta ca fiind un apel al supremației sârbe la nivel local. Ei au susținut că toate emigranții sârbi au părăsit Kosovo din motive economice. Alte naționalități iugoslave - în special slovenii și croații - au văzut-o ca pe o amenințare pentru apelul Serbiei de a fi mai hotărâtoare. Chiar și sârbii au fost divizați: o parte au acceptat-o, în timp ce vechea gardă comunistă a atacat puternic mesajul său. Unul dintre cei care au denunțat-o era membru sârb al Partidului Comunist, Slobodan Miloșevici.
În noiembrie 1988, șeful comisiei din provincia Kosovo a fost arestat.
În martie 1989, Miloșevici a anunțat o "revoluție anti-birocratică" în Kosovo și Voivodina, limitându-le autonomia precum și de impunere a dangătului de clopot și o stare de urgență în Kosovo, din cauza manifestărilor violente, rezultate în 24 de decese (inclusiv doi polițiști). Miloșevici a susținut că modificările constituționale pentru a proteja restul sârbilor din Kosovo față de hărțuielile din partea majorității albaneze.

### Kosovo sub dominația directă a Serbiei (1990–1996)
Slobodan Miloșevici a luat procesul de fortificație a unei etape ulterioare, în 1990, când a revocat autonomia provinciei Kosovo și Voivodina alegând liderii împreună cu simpatizanții acestuia. Crucial, ambele provincii au avut un vot în plus în cele opt state iugoslave, oferindu-i lui Miloșevici automat patru voturi în comparație cu Serbia și Muntenegru (fiind aliat Serbiei). Slovenia, Croația, Bosnia și Macedonia au avut, astfel, de a menține o alianță grea pentru a preveni modificări constituționale de către Miloșevici. Schimbările politice din Serbia au fost ratificate la 5 iulie 1990 în urma unui referendum pe întreaga Republica Serbia, inclusiv Kosovo.
Ca urmare a acestor măsuri, mai mult de 80,000 de albanezi din Kosovo au fost expulzați de la  locurile de muncă din Kosovo. Un nou curriculum sârb a fost impus în toate unitățile de învățământ superior din Kosovo - o mutare care a fost respinsă de albanezi, care au răspuns prin crearea unui sistem paralel de învățământ.
Impactul asupra Kosovo a fost drastic. Reducerea autonomiei a fost însoțită de eliminarea de la instituții politice (inclusiv a Ligii comuniștilor din Kosovo), cu asamblarea și guvernul să fie oficial desființate. Ca și cea mai mare parte a provinciei Kosovo a fost industria de stat, schimbările aduse o schimbare a cadrurilor cooperative. Din punct de vedere tehnic, puțini au fost dați afară pe loc: companiile le cereau să semneze angajamentele loiale, pe care mulți albanezi nu le vor semna, deși câțiva angajați au rămas în statul sârb până la 1999.
Autonomia culturală albaneză a fost drastic redusă. Singurul ziar de limbă albaneză, Rilindja, a fost interzis iar televiziunile și radiourile în albaneză a încetat. Albaneza nu a mai fost o limbă oficială a provinciei. Universitatea din Priștina, a fost văzută ca un focar de naționalismul albanez, au fost eliminați: 800 profesori de la Universitatea din Priștina au fost dați afară iar 22500 din 23000 de studenți exmatriculați. Aproximativ 40000 trupe de poliție iugoslave înlocuiesc originalul forțele de securitate albaneze. Un regim represiv a fost impus, care a fost condamnat ca fiind un "stat polițienesc".
Sărăcia și șomajul a atins niveluri catastrofale, cu aproximativ 80% din populația din Kosovo, șomeri. O treime din populația bărbaților albanezi s-au decis să plece să lucreze în străinătate (în special în Germania și Elveția). 
Când Partidul Comunist din Kosovo a fost destrămat de lovitura de potolire a lui Miloșevici, poziția partidului dominat de albanezi se schimbase în Liga Democrată din Kosovo, având ca președinte pe scriitorul Ibrahim Rugova. El a răspuns la eliminarea de autonomie a provinciei Kosovo, prin realizarea unei politici de rezistență pașnică. Rugova a luat foarte practic linia rezistenței armate, care ar fi dat de nimic forței militare din Serbia deoarece ar fi dus numai la o baie de sange in provincie. El le-a cerut glotei albanezilor să boicoteze statele iugoslave și sârbe, prin ignorarea proiectului militar (obligatoriu în Iugoslavia), și cel mai important de a nu plăti orice taxe sau impozite la stat. De asemenea, el a solicitat crearea școlilor albaneze paralel, clinicilor si spitalelor.
În septembrie 1991, Adunarea umbră din Kosovo a organizat un referendum privind independența provinciei. În ciuda răspândirii hărțuielilor și violențelor, referendum-ul a raportat că 90% dintre au fost albanezi, și 98% din voturi - aproximativ un milion în total - au aprobat crearea statului independent Republica Kosova. În mai 1992, în al doilea referendum, Rugova a fost ales ca președinte al provinciei Kosovo. Guvernul sârb a declarat că ambele referendumuri au fost ilegale, iar rezultatele lor nule și inutile.

### Începutul războiului (1996–1998)
Politica de rezistență pasivă a lui Rugova a reușit să mențină Kosovo în liniște în timpul războiului cu Slovenia, și războaiele cu Bosnia și Croația la începutul anilor '90. Cu toate acestea, cum a fost evidențiată prin apariția UCK, a dus la creșterea frustrărilor populației albaneze. La mijlocul anilor '90, Rugova a pledat pentru o forță de menținere a păcii ale Națiunilor Unite pentru Kosovo. 
În 1997, Miloșevici a fost promovat la funcția de Președinte al Republicii Federale Iugoslavia (Serbia și Muntenegru, care cuprinde Încă de la începuturile sale, în aprilie 1992).
Continuarea represiunii sârbe a radicalizat mulți albanezi, unii dintre ei susținând că numai cu ajutorul rezistenței armelor se poate duce la o schimbare a situației.
Pe 22 aprilie 1996, patru atacuri la personalul de securitate sârb s-au efectuat aproape simultan în mai multe părți ale provinciei Kosovo. O organizație până atunci necunoscută, numită "Armata de Eliberare din Kosovo" (UCK) declarase că este responsabilă pentru aceste fapte. Originea UCK a fost prima dată necunoscută. De fapt, inițial era un clan mic, dar grupul format de albanezii extremiști nu era foarte bine pregătit, mulți dintre aceștia fiind din regiunea Drenica din vestul provinciei Kosovo.
Se presupune că UCK a primit suport material și financiar din partea albanezilor kosovari.
La începutul anului 1997, Albania s-a prăbușit în haos după căderea președintelui Sali Berisha. Rezervele de material militar au fost jefuite cu impunitate de bande criminale cu cea mai mare parte a obiectivelor de metal oprindu-se până în vestul provinciei Kosovo, astfel mărind creșterea arsenalului UCK. Bujar Bukoshi, prim-ministru în exil (la Zürich, Elveția), a înființat un grup numit FARK (Forțele Armate ale Republicii Kosova), care a fost raportat că a fost desființată și absorbită de UÇK în 1998.
Cei mai mulți albanezi au văzut UÇK ca "luptători de libertate" legitimi, în timp ce guvernul iugoslav îi considera "teroriști" atacând poliția si civilii.
În 1998, Departamentul de Stat al SUA listase UCK ca o organizație teroristă, și în 1999, a Comitetul de Politică Republican a Senatului Statelor Unite și-a exprimat necazurile cu "alianța eficientă" a administrației Clinton, cu UÇK ca urmare a "numeroaselor rapoarte din surse neoficiale, că UÇK este foarte mult implicat cu: extinderea rețelei de crime albaneze (...), [și cu] organizații teroriste, motivate de ideologia islamismului radical, inclusiv bunuri din partea Iran și a cunoscutului Osama Bin Laden (...)." 
În 2000, un articol BBC, a declarat că NATO în război arată modul în care Statele Unite, care a descris UÇK ca "organizație teroristă", dorește să formeze o relație cu aceasta.
Ministrul plenipotențiar din partea SUA, Robert Gelbard a raportat că UÇK este o organizație de teroriști, însă el a precizat ulterior la Casa de Comisie pentru Relații Internaționale, că "în timp ce au comis 'fapte teroriste' nu au fost catalogate legal de către Guvernul SUA ca organizație teroristă". În iunie 1998, el a discutat cu doi bărbați care pretindeau că sunt lideri politici.
De asemenea, trebuie remarcat faptul că nici Statele Unite, nici alte puteri influente n-au făcut nici un efort serios pentru a opri banii sau armele direcționate către Kosovo.
În același timp, SUA a ținut un "zid exterior de sancțiuni" asupra Iugoslaviei, care a fost legat de o serie de probleme, Kosovo fiind una dintre ele. Acestea au fost menținute în ciuda acordului de la Dayton, pentru a termina toate sancțiunile. Administrarea Clinton a susținut că Dayton a obligat Iugoslavia sa poarte discuții cu Rugova despre Kosovo.
Criza a escaladat în decembrie 1997 la reuniunea Consiliului de Punere în Aplicare Păcii de la Bonn, unde Comunitatea Internațională (așa cum este definit în Acordul de la Dayton) a acceptat să ofere Înaltulului Reprezentant în Bosnia puteri mari, inclusiv dreptul de a demite liderii aleși. În același timp, diplomații occidentali au insistat să discute despre Kosovo și că Serbia și Iugoslavia vor fi receptive la cererile albanezilor din provincie. Delegația din partea Serbiei, a luat cu asalt întâlnirea în protest.
Acesta a fost urmat de întoarcerea din Grupul de Contact, care a supravegheat ultimele faze ale conflictului bosniac, și declarațiile puterii europene cerând Serbiei să rezolve problema cu Kosovo.
Brusc, atacurile UCK s-au intensificat, centrate în zona văii Drenica aranjate de Adem Jashari la un anumit punct focal. După câteva zile când Robert Gelbard a descris UCK ca un grup terorist, poliția sârbă a răspuns atacurilor UCK în zona Likosane, prigonind o parte din UCK la Cirez, ducând la moartea a 30 de civili albanezi și patru polițiști sârbi. Prima acțiune serioasă de război a început.
În ciuda unor acuzații de crime și execuții sumare de civili, condamnările capitalelor occidentale nu erau atât de volubile pe cât urma să fie. Poliția sârbă a început să-l urmărească pe Jashari și pe discipolii săi în satul Prekaz. Un schimb violent de focuri asupra grupului lui Jashari a condus la masacrarea a 60 de albanezi, dintre care optsprezece au fost femei și zece au fost sub vârsta de șaisprezece ani. Evenimentul din 5 martie, a generat multe acuzatii din partea capitalelor occidentale. Madeleine Albright a declarat că "această criză nu este o afacere internă a RFI".
Pe 24 martie, forțele sârbe au înconjurat satul Glodjane, în zona operațională din Dukagjin și au atacat un grup de rebeli. În ciuda puterii superioare, forțele sârbe nu au reușit să distrugă unitatea UCK, care a fost obiectivul lor. Deși au existat decese și răniri grave ale albanezilor, insurgența în Glodjane a fost departe de a se opri. A fost, de fapt, unul din cele mai puternice centre de rezistență, ce urma să devină în cadrul apropierii războiului.
Un alt centru de activitate UCK a fost o parte din nordul Albaniei în apropierea frontierei, în centrul orașului Tropoje. Ca urmare a conflictului civil albanez din 1997, unele părți din Albania au ajuns dincolo de raza de acțiune a autorităților naționale. Mai mult decât atât, armurile armatei albaneze au fost jefuite. Multe din aceste arme jefuite au ajuns în mâinile a UCK în timp ce UCk a preluat zona de frontieră. Acesta a fost un teren de așteptare pentru atacuri, precum și pentru transportul maritim de arme la fortăreața Drenica. Drumul dintre ceste zone au pătruns din Djakovica, câmpiile din Metohia, către Kilna și au fost cele mai afectate zone de activitate UCK la început.
Primul scop al UCK a fost să se mute de la fortăreața din Drenica împreună cu aceasta în Albania iar acest lucru ar putea contura primele luni de luptă.
De asemenea, sârbii au continuat eforturile de diplomație, încercând să organizeze discuții cu personalul lui Ibrahim Rugova (discuții care Rugova și personalul său a refuzat să participe). După mai multe întâlniri ce nu au dat rezultat, președintele delegației sârbe, a invitat reprezentanții grupurilor minoritare din Kosovo pentru a asista și susține invitația albanezi. Președintele sârb Milano Milutinović a participat la una din întâlniri, deși Rugova nu a fost prezent. Acesta împreună cu personalul său a insistat să discute cu oficialitățile iugoslave și nu cele "sârbe" numai pentru a discuta despre modalitățile de a realiza independența Kosovo.
De asemenea un nou guvern sârb a fost format în acest moment, condus de către Partidul Socialist din Serbia și Partidul Radical Sârb. Președintele ultra-naționalist al Partidului Radical Vojislav Šešelj a devenit vicepremier. Aceasta a crescut nemulțumirea cu poziția Serbiei între diplomații occidentali și purtători de cuvânt.
La începutul lunii aprilie, Serbia a amenajat un referendum cu privire la problema de interferență străină în Kosovo. Alegătorii sârbi au respins decisiv interferența străină în această criză. În același timp, UÇK a cerut o mare parte din zonă și din jurul Decani, controlând un teritoriu cu sediul în satul Glodjane, ce cuprindea împrejurimile sale. 
Astfel, pe 31 mai 1998, armata iugoslavă și poliția internă a ministerului sârb au început o operațiune pentru a elimina frontiera UÇK. NATO a răspuns la această ofensivă în mijlocul lunii iunie cu operațiunea "Determined Falcon", un spectacol în aer asupra granițelor iugoslave.
În acest timp, președintele iugoslav Miloșevici a ajuns la o înțelegere cu Boris Elțîn, președintele Rusiei de a opri operațiunile ofensive și pregătirea pentru convorbirile cu albanezii, care, prin această criză, au refuzat să vorbească cu partea sârbă, dar nu și cu cea iugoslavă. De fapt singura întâlnire între Miloșevici și Ibrahim Rugova a avut loc la 15 mai, la Belgrad, două zile după ce Richard Holbrooke a anunțat că va avea loc. 
O lună mai târziu, după o excursie la Belgrad, Holbrooke l-a amenințat pe Miloșevici că dacă nu ascultă de "ceea ce a rămas din țara ta va imploda" vizitând zonele de frontieră afectate de luptă la începutul lunii iunie; acolo, el a fost fotografiat cu UÇK. 
Publicarea acestor imagini a însemnat pentru suporterii, simpatizanții și a observatorilor UCK, că SUA s-a decis să susțină UCK și oprirea asupririi populației albaneze din Kosovo.
Acordul lui Elțîn a inclus reprezentanții internaționali ai lui Miloșevici pentru institui o misiune în Kosovo și Metohia pentru a monitoriza situația de acolo. Aceasta a fost Misiunea pentru Observarea Diplomatică din Kosovo (KDOM), care a început operațiunile de la începutul lunii iulie. 
Guvernul american a agreat această parte a acordului, dar a denunțat inițiativa de apel pentru a înceta focul reciproc. Mai degrabă, americanii au cerut ca partea sârbilor-iugoslavi să înceteze focul "fără legătură ... la o încetare a activității teroriste".
Din iunie până la mijlocul lunii iulie UÇK s-a menținut în avans. UÇK a înconjurat Pec, Djakovica, și au înființat o capitală intermediară în orașul Mališevo (la nord de Orahovac). Trupele UCK s-au înfiltrat în Suva Réka și la nord în zona de vest din Priștina. Aceștia au amenințat mina de cărbuni Belacevec și a capturat-o la sfârșitul lunii iunie, amenințând rezervele de energie din regiune. Cursul s-a schimbat în mijlocul lunii iulie atunci când UÇK a capturat orașul Orahovac.
De asemenea pe 17 iulie 1998 cele două sate din apropiere de Orahovac, Retimlije și Opteruša au fost capturate. Evenimente similare sistematice au avut loc în orașul Orahovac și în satul sârb Velika hoċa. Mănăstirea ortodoxă din Zociste, situată la 5 km de Orehovac, renumită pentru relicve din Viețile Sfinților Kosmas și Damianos și venerate de albanezi - a fost jefuită, călugării acesteia deportați la o închisoare din tabăra UÇK și, în timp ce a fost pustiită, biserica mănăstirii și construcțiile sale au fost dărâmate până în temelii de mine explozive. Aceasta a condus la o serie de ofensive sârbe și iugoslave, care vor continua până la începutul lunii august.
Un nou set de atacuri UCK la mijlocul lunii august a declanșat operațiuni ale Iugoslaviei în sud-centrul provinciei Kosovo la sud de drumul dintre Priștina și Pec. Acesta s-a sfârșit odată cu capturarea localității Klecka pe data de 23 august și cu descoperirea a unei activități de crematoriu conduse de UÇK în care unele dintre victime au fost de găsite. La 1 septembrie UÇK a continuat o ofensivă în jurul orașului Prizren, cauzând prezența armatei Iugoslaviei. În Metohia, în jurul orașului Pec, un alt ofensator a cauzat condamnarea în timp ce oficialii internaționali și-au exprimat teama că o coloană mare de persoane strămutate fi atacată.
În luna septembrie, pentru prima dată, au fost raportate activități UÇK în nordul provinciei Kosovo, în jurul orașului Podujevo. În cele din urmă, la sfârșitul lui septembrie eforturi au fost făcute pentru a elimina prezența UÇK din părțile nordice și centrale în Kosovo și din valea Drenica. 
În acest timp, mai multe amenințări au fost făcute de capitalele occidentale, dar acestea au fost temperate oarecum de alegerile din Bosnia, cum ei nu au dorit câștigarea alegerilor de către radicalii și democrații sârbi.
În urma alegerilor, amenințările s-au intensificat din nou. Un eveniment de pe data de 28 septembrie, când cadavrele mutilate ale unei familii ce au fost descoperite de către KDOM în afara satului Gornje Obrinje, a întruchipat imaginea războiului în ochii tuturor.
Cealaltă problemă majoră pentru cei care au recurs la folosirea forței, a fost estimată la 250.000 de albanezi strămutați, dintre care 30.000 au fost în pădure, fără îmbrăcăminte sau adăpost, în ciuda apropierii rapide a iernii.
În același timp, Ambasadorul SUA al Republicii Macedoniei,  Christopher Hill, a condus eforturile diplomatice dintre delegația albaneză și autoritățile iugoslave și sârbe. Aceste întâlniri au modelat un așa-numit "plan pentru menținerea păcii", discutat în perioada unei planificări NATO de ocupare a provinciei Kosovo.
Pe o perioadă de două săptămâni, amenințările s-au intensificat, culminând cu pornirea Ordinului de Activiționare NATO. Totul a fost gata ca bombele să poată zbura; Richard Holbrook a plecat la Belgrad, în speranța de a ajunge la o înțelegere cu Miloșevici cu privire la punerea în aplicare a unei prezențe NATO în Kosovo. Cu el a venit generalul Michael Short, care a amenințat că va distruge Belgradul. Discuțiile au dus la Acordul de Verificare cu privire la Kosovo, pe data de 12 octombrie 1998.
Oficial, comunitatea internațională a cerut încetarea luptelor. Ea a cerut în special ca sârbii să sfârșească ofensivele sale împotriva UÇK (fără a menționa un sfârșit a atacurilor comise de UÇK) în timp ce încerca să convingă UÇK să scadă interesul pentru independență. Mai mult decât atât, au fost făcute încercări de a-l convinge pe Miloșevici să permită trupelor NATO de menținere a păcii să intre în Kosovo. Acest lucru, au susținut ei, ar permite lui Christopher Hill să continue procesul de pace și de a accepta un acord de pace. O încetare a focurilor a fost oprită, începând cu 25 octombrie 1998. A fost urmat de Misiunea de Verificare Kosovo (KVM), care a fost mare contingent ne înarmat de monitoarele de pace OSCE (oficial cunoscute ca verificatoare) mutate în Kosovo. Insuficiența lor a fost evident de la început. Acestea au fost poreclite "ceasurile portocalii" cu referire la vehiculele lor colorate deschis (în limba engleză, un "ceas portocaliu" semnifică un obiect nefolositor). Încetarea focurilor s-au oprit într-un interval de câteva săptămâni și combaterea a fost reluată în decembrie 1998, după ce UÇK a ocupat câteva buncăre de cărbuni cu vedere strategică la drumul dintre Priștina și Podujevo nu cu mult timp după Masacrul Panda Bar după ce aceștia au tras într-o cafenea din Peć. Se presupune că UÇK a asasinat primarul din Kosovo Polje.
În ianuarie-martie 1999 faza războiului, a adus creșterea nesiguranței în zonele urbane, inclusiv a bombardamentelor și crimei. Astfel de atacuri au avut loc în timpul discuțiilor de la Rambouillet, în februarie în timp ce Acordul de Verificare din Kosovo s-a destrămat în martie 1999. Asasinate pe drumuri au continuat și au crescut, și au fost în confruntări militare, printre alte locuri, în zona Vucitrn în februarie și zona Kacanik a fost neafectată la începutul lunii martie.

### Incidentul de la Račak
Incidentul de la Račak la 15 ianuarie 1999 a fost culminant de atacurile UÇK și represaliile sârbe care au continuat pe tot parcursul iernii 1998-1999. Incidentul a fost imediat (înainte de investigație) condamnat ca un masacru de către țările occidentale și mai târziu a devenit una din principalele acuzări pentru crimele de război împotriva lui Miloșevici și a principalilor oficiali ai lui. Detaliile cu privire la ceea ce sa întâmplat la Račak au fost relevate la scurt timp după ce forțele paramilitare sârbe, au părăsit scena de la masacru. 
Ambasadorul Statelor Unite William Walker a fost însoțit de camerele de televiziune în timp ce mergeau prin multitudinea de cadavre ale albanezilor. La scurt timp după ce el a ținut o conferință de presă, unde a declarat că a fost martor al crimelor comise de sârbi împotriva civililor  Arhivat în 6 decembrie 2008, la Wayback Machine.. 
Masacrul reprezintă punctul de cotitură al războiului. NATO a decis că acest conflict ar putea fi rezolvat numai prin introducerea unei forțe militare de menținere a păcii sub sigla NATO, pentru a forța stăpânirea celor două comunități. Un set de coordonate cu atenție diplomatică a fost anunțat simultan pe 30 ianuarie 1999:
- NATO a emis o declarație în care anunță că este pregătit să lanseze lovituri aeriene împotriva  obiectivelor Iugoslaviei "de a obliga înțelegerea cu cerințele comunității internaționale și de a realiza o politică de colonizare". În timp ce aceasta a fost evident, cea mai mare amenințare la adresa guvernului stabilit de Miloșevici, este inclusă, de asemenea, o amenințare codată asupra albanezilor: orice decizie ar depinde de "poziția și acțiunile conducerii albaneziilor kosovari și toate elementele armate de albanezii kosovari în interiorul și în jurul Kosovo. Ca efect, NATO a declarat sârbilor "stabiliți pacea sau vă bombardăm" și albanezilor "stabiliți pacea sau vă abandonăm sârbilor".

- Grupul de Contact a emis un set de "principii non-negociabile", care a constituit un pachet cunoscut sub numele de "Status Quo Plus", în mod eficient de restabilirea autonomiei Kosovo cu Serbia dinaintea anului 1990 la care se adaugă introducerea democrației și supravegherea de către organizațiile internaționale. De asemenea, a fost chemată o conferință de pace, care va avea loc în februarie 1999, la Château de Rambouillet, în afara Paris.

### Conferința de la Rambouillet (Ianuarie - Martie 1999)
Discuțiile de la Rambouillet a început la 6 februarie, cu Secretarul General al NATO Javier Solana negociind cu ambele părți. Ele au fost destinate să încheie de 19 februarie. Delegația sârbă a fost condusă de președintele sârb Milan Milutinović, în timp ce însuși Miloșevici a rămas la Belgrad, în contrast cu conferința Dayton din 1995, care a încheiat războiul din Bosnia, unde Miloșevici a negociat personal. Lipsa lui Miloșevici a fost interpretată ca un semn că adevăratele decizii au fost luate la Belgrad, o mișcare care a stârnit critici în Serbia, precum și în străinătate.Artemije, episcopul Bisericii Ortodoxe Sârbe din Kosovo, a parcurs tot drumul până la Rambouillet pentru a protesta că delegația a fost în întregime nereprezentativă.
Prima fază a negocierilor a avut succes, fiind văzută ca mărturie istorică. În special, declarația de co-președinții Grupului de Contact de pe 23 februarie 1999 că negocierile "au dus la un consens pe autonomia substanțială pentru Kosovo inclusiv cu privire la mecanismele pentru alegeri libere și corecte a instituțiilor democratice pentru guvernarea provinciei Kosovo, pentru protecția drepturilor omului și a drepturilor de membri ai comunităților naționale; precum și pentru instituirea unui sistem judiciar echitabil. Aceștia s-au dus să spună că "un cadru politic este acum instalat" fără să fie nevoie "continuarea lucrărilor pentru a finaliza punerea în aplicare a capitolelor acordului, inclusiv modalitățile de invitare internațională a prezenței militare și civile în Kosovo. Pe parcursul lunii următoare, cu toate acestea, NATO aflat sub influența lui Rubin și Albright din partea SUA, au încercat să impună forțat o prezență militară, spre deosebire de invitați. Îndreptarea NATO către organizația UÇK este cronicată de programul Moral Combat: NATO în război" transmis de televiziunea BBC. Acest lucru sa întâmplat în ciuda faptului, citând General Klaus Naumann (președintele Comitetului Militar al NATO), că "Ambasadorul Walker a declarat la NAC (Consiliul Nord Atlantic) că majoritatea violențelor provocate prin deschiderea focului de arme au fost cauzate de UÇK".
În cele din urmă, la 18 martie 1999 delegațiile britanicilor, americanilor și albanezilor au semnat ceea ce a devenit cunoscut sub numele de Acordul de la Rambouillet în timp ce delegațiile sârbilor și rușilor au refuzat. Acest acord a solicitat administrarea Kosovo de către NATO ca provincie autonomă a Iugoslaviei; o forță formată din 30.000 de trupe NATO să mențină ordinea în Kosovo; un drept nestingherit de trecere pentru trupele NATO pe teritoriul iugoslav, inclusiv Kosovo; și imunități trupelor și agenților NATO asupra legilor iugoslave. Aceste provizii viitoare au fost la fel de mult aplicate în Bosnia pentru misiunea SFOR (Forțele de Stabilizare).
În timp ce acordurile nu au satisfăcute pe deplin de albanezi, acestea au fost mult prea radicale pentru sârbi, care au răspuns în mod drastic prin înlocuirea unui text revizuit, astfel că și rușii care sunt aliați tradiționali ai sârbilor, l-au văzut inacceptabil. Acesta a încercat să redeschidă statutul politic al provinciei Kosovo și eliminarea tuturor măsurilor implementate propuse. Printre multe alte modificări versiunii noi propuse, aceasta a eliminat întreg capitolul cu privire la asistența umanitară și de reconstrucție, eliminate aproape toate supravegherile internaționale și renunțarea la orice menționare care implica "voința poporului [Kosovo]" în determinarea statutului final al provinciei. Chiar și cuvântul "pace" a fost șters.
Evenimentele s-au desfășurat repede după eșecul de la Rambouillet.
În săptămâna dinaintea începerii campaniei de bombardare NATO, Arkan a apărut la hotelul Hyatt din Belgrad, unde cei mai mulți jurnaliști occidentali au fost cazați, ordonându-le să părăsească Serbia.
Monitoarele internaționale ale OSCE au fost retrase de pe 22 martie de teama siguranței monitoarelor anticipate de campania de bombardare NATO. Pe 23 martie, asamblarea sârbă a acceptat principiul de autonomie pentru Kosovo și nici o parte militară conform acordului. Dar partea sârbă a avut obiecții cu privire la partea militareă a Acordului de la Rambouillet, în special anexa B , ce l-au caracterizat ca "ocupație NATO". Întregul document a fost descris "fraudulos" pentru că partea militară a acordului a fost oferit tocmai la sfârșitul discuțiilor, fără prea multe posibilități pentru negociere, și pentru că cealaltă parte, condamnat în termeni asprii ca fiind o "delegație de separatism-terorism", a refuzat total să se întâlnească cu delegația RFI, și au negociat direct în timpul discuțiilor de la Rambouillet. În ziua următoare, 24 martie, NATO a început bombardarea.

## Campania NATO de bombardare

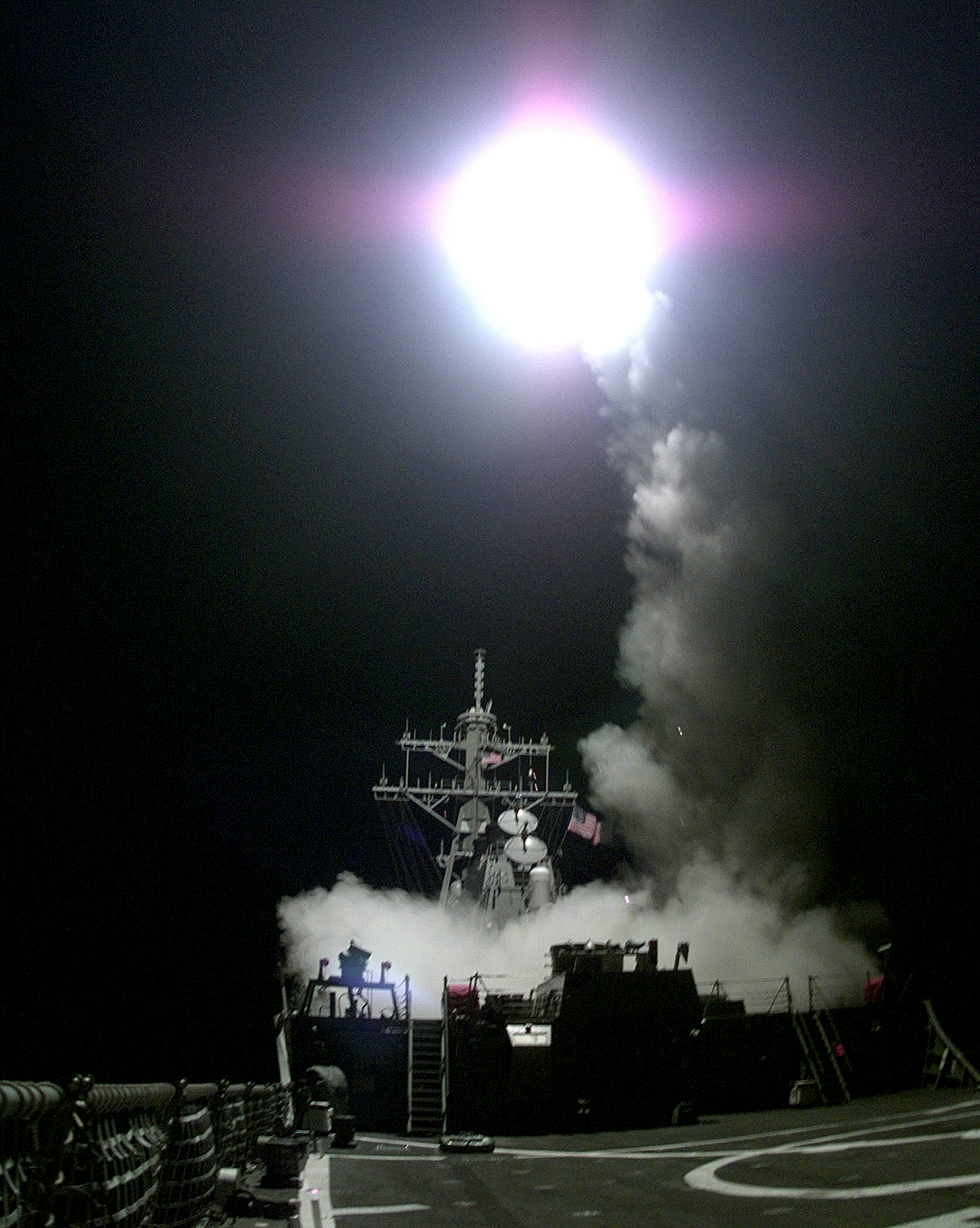
O rachetă de croazieră Tomahawk lansată de la puntea USS Gonzalez pe 31 martie 1999

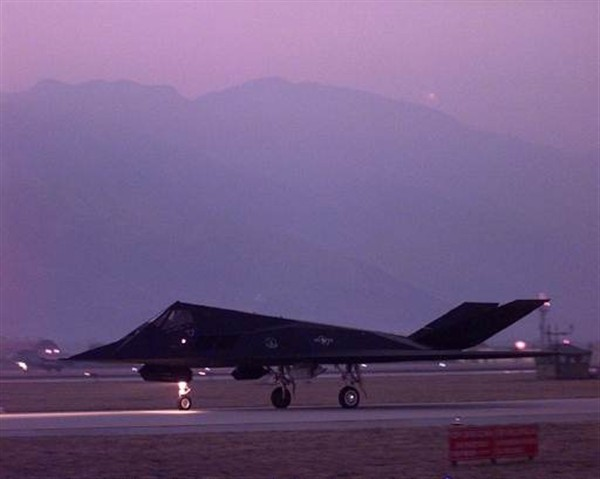
Un avion U.S. F-117 Nighthawk circulând pe pista de decolare înaintea decolării de la Aviano Air Base din Italia, pe 24 martie 1999

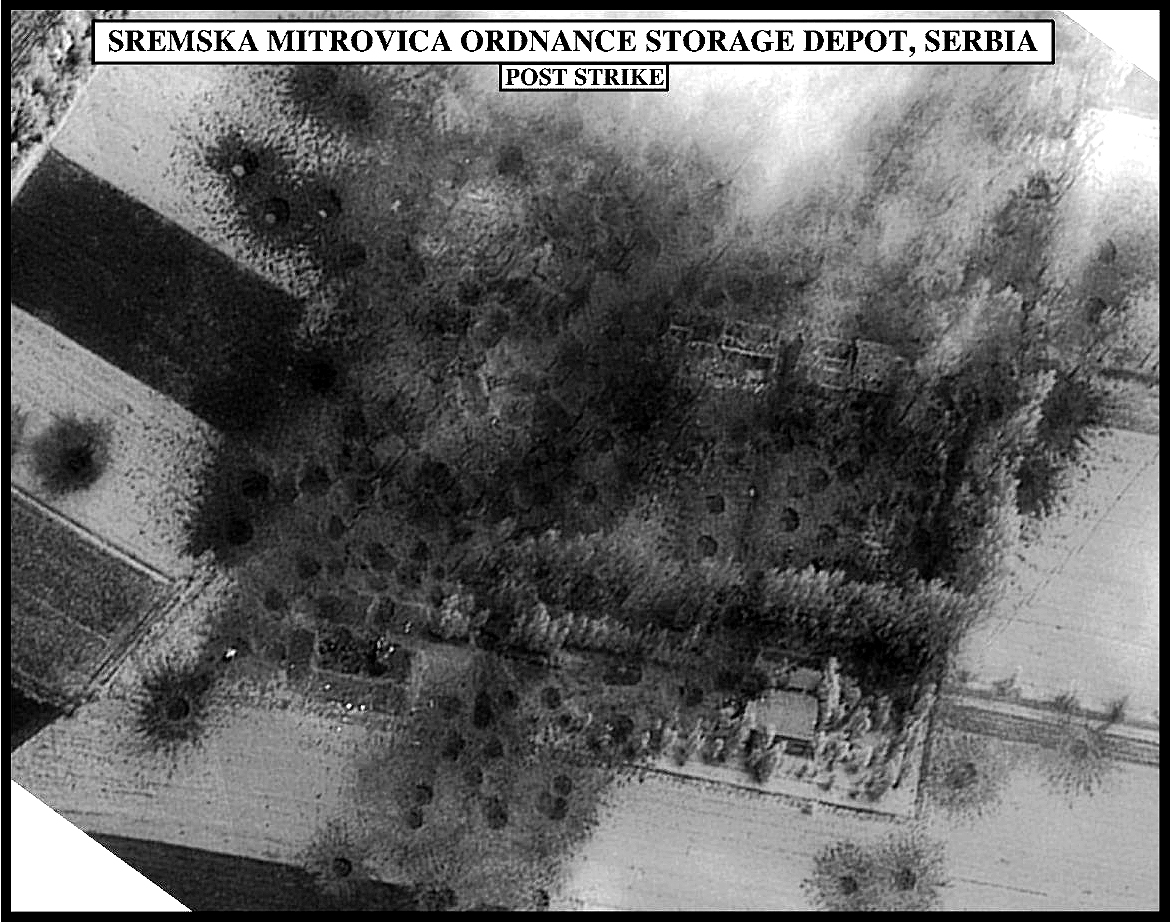
Daune evaluate după lovitura cu bombă fotografie făcută la depozitul de stocare a artileriei din Sremska Mitrovica, Serbia

Campania de bombardare NATO a durat de la 24 martie la 11 iunie 1999, care implică până la 1000 de aeronave care operează în principal de la bazele din Italia și de aeronave de transport staționate în Adriatica. Rachetele de croazieră Tomahawk au fost, de asemenea utilizat pe scară largă, trase de la aeronave, nave si submarine. Toți membrii NATO au fost implicați într-o oarecare măsură, chiar și Grecia, în ciuda opoziției sale publice, la război. Pe parcursul a zece săptămâni de conflict, aeronavele NATO au zburat in peste 38000 misiuni de luptă. Pentru forțele germane aeriene (Luftwaffe) a fost prima dată când au participat la un conflict de la sfârșitul celui de-al doilea război mondial.
Scopul declarat al operațiunii NATO a fost rezumat de către purtătorul de cuvânt ca "sârbi afară, intrarea forțelor de menținere a păcii, refugiați înapoi". Astfel trupele iugoslave trebuie retrase și înlocuite de forțele internaționale de menținere a păcii pentru a se asigura că albanezii se vor putea întoarce la casele lor. Campania a fost inițial concepută pentru a distruge defensiva aeriană iugoslavă și obiectivele militare de înaltă valoare. La început aceasta nu a decurs tocmai conform planificărilor cu vremea rea împiedicând multe ieșiri devreme. NATO a subestimat serios voința lui Miloșevici de a rezista: puțini de la Bruxelles a crezut că a campania va dura mai mult de câteva zile și, deși bombardamentul inițial a fost mai mult decât o înțepătură-țintuită, acesta a fost nicidecum aproape de bombardamentele văzute în Bagdad, în 1991. Pe teren, campania sârbilor de purificare etnică a fost intensificată și într-o săptămână de la începerea războiului peste 300,000 de albanezi kosovari au fugit în Albania și Macedonia, cu alți câțiva mii strămutați în Kosovo. Prin aprilie, Organizația Națiunilor Unite a raportat că 850,000 de oameni-marea majoritate albanezi-au fugit de la casele lor.
Operațiunile militare NATO s-au schimbat din ce în ce mai mult la atacarea pe teren a unităților iugoslave-lovind obiective mici precum tancurile și piese de artilerie-precum și continuarea cu bombardament strategic. Această activitate a fost, totuși, foarte limitată de politică, ca fiecare țintă necesară să fie aprobată de toate cele nouăsprezece statele membre. Muntenegru a fost bombardat de mai multe ori, dar în cele din urmă NATO a încetat cu scopul de a propti poziția importantă a liderului anti-Miloșevici, Đukanović. Așa numitele obiective "cu dublă utilizare" folosite asupra civililor cât și asupra armatei, au fost atacate: acesta include podul de peste Dunăre, fabrici, centrale electrice, instalații de telecomunicații-contorezând mai ales-sediile centrale ale membiilor unui partid iugoslav de stânga, un partid politic condus de soția lui Miloșevici, și turnul de difuzare a programelor de televiziune a statului sârb. Unii au văzut aceste acțiuni ca încălcări ale legii internaționale, în special Convențiile de la Geneva. NATO, însă a susținut că aceste facilitati au fost potențial utile pentru armata iugoslavă și că bombardarea lor a fost astfel justificată.
La începutul lunii mai, un avion NATO a atacat un convoi de refugiați albanezi, crezând că este un convoi militar iugoslav omorând în jur de cincizeci de persoane. NATO și-a recunoscut greșeala cinci zile mai târziu, dar sârbii acuzat NATO că a atacat în mod deliberat refugiații. Pe 7 mai, NATO a bombardat ambasada chineză de la Belgrad, omorând trei jurnaliști chinezi, ofensând opinia publică chineză. NATO a susținut că țintea pozițiile iugoslave. Statele Unite și NATO și-au cerut mai târziu scuze, spunând că acesta a avut loc din cauza unei hărți învechite furnizate de CIA. Acest lucru a fost provocat de un raport comun emis de ziarele The Observer (Regatul Unit) și Politiken (Danemarca) susținând că NATO a bombardat intenționat ambasada pentru că a fost ar fi utilizată ca o stație de releu pentru semnale radio ale armatei iugoslave. Bombardarea a încordat relațiile dintre China și țările Occidentului, provocând demonstrații supărătoarea în afara ambasadelor Occidentale din Beijing.
Într-un alt incident major-închisoarea Dubrava din Kosovo-guvernul iugoslav a atribuit 85 de civili decedați la bombardarea NATO. Cercetările Human Rights Watch din Kosovo a estimat că optsprezece prizonieri au fost uciși de bombele NATO pe 21 mai (trei prizonieri și un gardian au fost uciși într-un atac ulterior pe 19 mai).

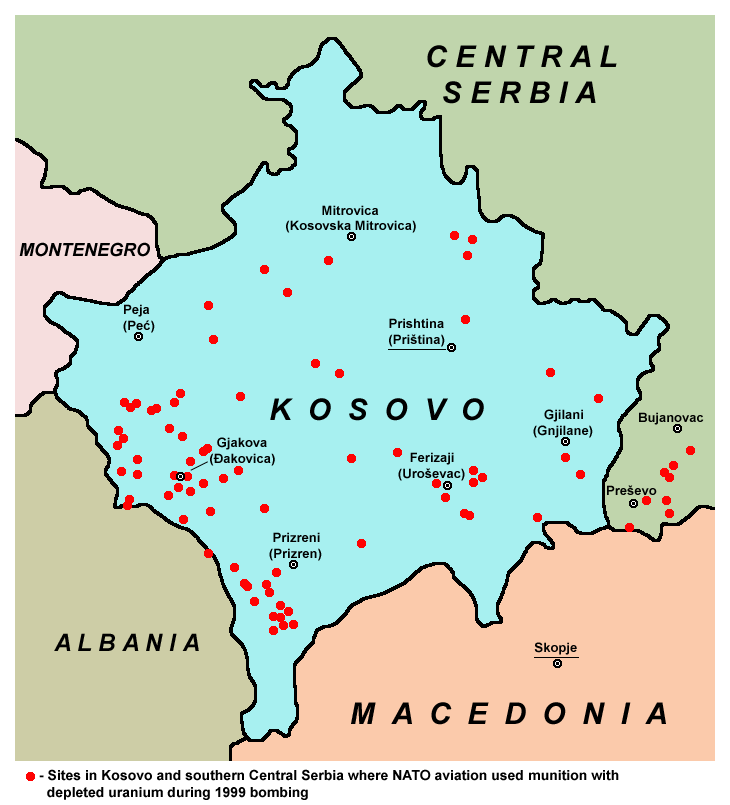

Până la începutul lunii aprilie, conflictul a părut mai aproape de o rezoluție, și țările NATO au început să se gândească serios despre o operațiune pe sol-o invazie în Kosovo. Acest lucru ar trebui să fie organizat foarte repede, înainte venirii iernii, și ar fi mult de lucru pentru a îmbunătăți drumurile de la porturile din Grecia și Albania pentru a lua în considerare rutele de invazie prin Macedonia și nord-estul Albaniei. Președintele SUA, Bill Clinton a fost însă extrem de reticent să angajeze forțe americane pentru o ofensivă pe teren. În schimb, Clinton a autorizat o operațiune CIA pe teren pentru a antrena UCK, sabotând și destabilizând guvernul sârb. În același timp, negociatorii finlandezi și ruși au continuat să încerce să-l convingă pe Miloșevici să dea înapoi. El a recunoscut în sfârșit că NATO voia foarte mult să rezolve conflictul într-un fel sau altul și faptul că Rusia nu va apăra Serbia, în ciuda elocvenței puternice anti-NATO de la Moscova. Confruntându-se cu puțin alternative, Miloșevici a acceptat condițiile oferite de echipa de mediere finlandeză-rusă și a fost de acord cu o prezență militară în Kosovo, condusă de ONU, dar care încorporează trupe NATO.

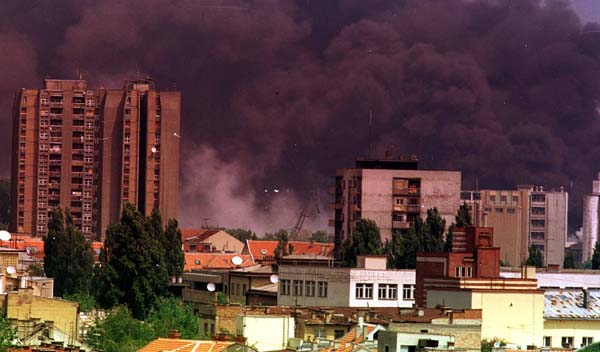
Fumul apărut în urma bombardării orașului Novi Sad

Forțele norvegiene speciale Hærens Jegerkommando și Forsvarets Spesialkommando au cooperat cu UCK pentru a aduna informații secrete. Pregătirea pentru invazia pe 12 iunie. Forțele speciale norvegiene au șezut cu UCK pe muntele Ramno la granița dintre Macedonia și Kosovo și au avut un excelent punct de a inspecta ce se întâmplă în provincie. Împreună cu forțele speciale britanice, forțele speciale norvegiene au fost primele care au trecut granița în Kosovo. Conform lui Keith Graves cu rețeaua de televiziune Sky News, norvegienii au fost deja în Kosovo cu 2 zile înainte de luna martie, și printre alte forțe care au intrat în Priștina . Treburile Hærens Jegerkommando și Forsvarets Spesialkommando au fost să elimine drumul dintre partide și de a face înțelegeri cu localnici pentru implementarea păcii dintre sârbii și albanezii kosovari. Acest lucru a fost făcut în condiții foarte dificile.

## Retragerea armatei iugoslave și intrarea trupelor KFOR
La 12 iunie 1999, după ce Miloșevici a acceptat condițiile, trupele KFOR au început să intre în Kosovo. KFOR, o forță NATO, a fost pregătită pentru a efectua operațiuni de luptă, dar în cele din urmă, misiunea sa a fost doar de menținere a păcii. Acestea erau bazate pe sediile centrale Allied Rapid Reaction Corps, comandate atunci de locotenentul general Mike Jackson al Armatei Britanice. Aceasta a constat din forțele britanice, o brigadă a armatei franceze, o brigadă a armatei germane, care au intrat din vest, în timp ce alte forțe avansau din sud, și brigăzi ale armatei italiene și armatei statelor unite. Contribuția SUA, cunoscută ca Forța Inițială de Intrare, a fost condusă de prima divizie blindată. Unitățile subordonate au inclus armuri TF 1-35 de la orașul german Baumholder, al doilea batalion, parașute ale regimului de infanterie 505 din partea Fort Bragg din nordul Carolina; unitatea militară marină 26 de la tabăra Lejeune, din nordul Carolinei; primul batalion, regimul de infanterie 26 din partea Schweinfurt (Germania), și trupe Echo, al 4-lea regimul de cavalerie, oferit tot din partea Schweinfurt. De asemenea alături de forța SUA a fost armata Greciei, batalionul de infanterie de mecanizare 501. Forțele inițiale SUA și-au stabilit zona de operare în jurul orașelor din districtul Uroševac, viitoare tabără Bondsteel, și tabăra Monteith din orașul Gnjilane și au petrecut patru luni-începutul unei șederi care continuă să colecteze date-stabilind ordinea în sectorul sud-est din Kosovo. În timpul incursiunii inițiale, soldații SUA au fost primiți cu aplauze de albanezi și au aruncat flori, în timp ce soldații SUA și KFOR s-au răspândit în satele lor. Deși nu a fost întâlnită nici o rezistență, trei soldați SUA din partea Forțelor de Intrare Inițiale și-au pierdut viețile în accidente.
În urma campaniei militare, implicarea soldaților de menținere a păcii din Rusia s-a dovedit a fi dificilă și tensionată pentru forțele NATO din Kosovo. Rușii se așteptau să aibă un singur sector în Kosovo, doar pentru a nu fi cu perspectivă de exploatare, sub comanda NATO. Fără comunicare sau coordonare cu NATO, forțele NATO au pătruns în Kosovo din Bosnia și au asediat aeroportul din Priștina. În plus, în iunie 2000, relațiile de comercializare a armelor dintre Rusia și Serbia au fost expuse, care au dus la represalii și bombardamente a zonelor de control ruse și de poliție. Avanpost pentru artilerist a fost stabilită pe un punct înalt pe Valea Preševo, de  artilerie de câmp Echo Battery 1/161 într-o încercare de a monitoriza și a ajuta la eforturile de menținere a păcii în sectorul rus. Operând cu suport din partea artileriei de câmp 2/3 a primei divizii armate, Battery a fost capabilă de a implementa cu succes și în mod continuu de a opera radarul Firefinder care a permis forțelor NATO să ține sub supraveghere activitățile în sector și în valea Preševo. În cele din urmă s-a ivit o înțelegere în care forțele ruse au fost operate ca o unitate KFOR, nu sub comanda NATO.

## Reacție la război
Legitimitatea campaniei NATO de bombardare în Kosovo a fost subiectul unei lungi dezbateri. NATO nu a avut sprijin de la Consiliul de Securitate al Organizației Națiunilor Unite, deoarece membrii permanenți care aveau relații cu Iugoslavia, China și în special cu Rusia, s-au opus războiului, amenințând că se vor opune oricărei rezoluții de forțe autorizată. NATO a susținut că sfidarea lor față de Consiliul de Securitate, a fost justificat pe baza cererilor unei "urgențe umanitare internaționale". De asemenea, NATO a fost criticat pe baza cartei acesteia, specificând că NATO este o organizație creată pentru a-și apăra membrii, însă în acest caz a fost folosită pentru a ataca o țară non-membră NATO, care nu a pus în pericol direct orice membru NATO. NATO a susținut că, instabilitate din Balcani a fost o amenințare directă la interesele de securitate ale membrilor NATO precum și acțiuni militare, prin urmare, a fost justificată de Carta NATO; cu toate acestea, singura țară membră NATO, în care instabilitatea amenința direct a fost Grecia.
Multe dintre partidele occidentale de mână-stângă au văzut campania NATO ca o agresiune și un imperialism S.U.A., în timp ce criticele de la mâna dreaptă au considerat-o irelevant pentru interesele țărilor de securitate națională. Veterani anti-război precum Noam Chomsky, Edward Said, Justin Raimondo, și Tariq Ali s-au opus proeminent campaniei. Cu toate acestea, în comparație cu protestele anti-război împotriva invaziei Irakului din 2003, campania împotriva războiului din Kosovo, a avut mult mai puțin sprijin din partea publicului..